# East West Bank Classic 2003 - Doppio
Il doppio del torneo di tennis East West Bank Classic 2003, facente parte del WTA Tour 2003, ha avuto come vincitrici Mary Pierce e Rennae Stubbs che hanno battuto in finale Elena Bovina e Els Callens con il punteggio di 6–3, 6–3.

## Teste di serie
1. Virginia Ruano /  Paola Suárez (quarti di finale)
2. Cara Black /  Elena Lichovceva (semifinali)

1. Svetlana Kuznecova /  Martina Navrátilová (semifinali)
2. Janette Husárová /  Conchita Martínez (primo turno)

## Tabellone

### Legenda
| - Q = Qualificato - WC = Wild card - LL = Lucky loser | - ALT = Alternate - SE = Special Exempt - PR = Protected Ranking | - w/o = Walkover - r = Ritirato - d = Squalificato |